# Laškov
Laškov település Csehországban, a Prostějovi járásban. Laškov Pěnčín, Raková u Konice, Přemyslovice, Konice, Náměšť na Hané, Bohuslavice, Budětsko, Olbramice és Drahanovice településekkel határos. Lakosainak száma 565 fő (2024. január 1.).

## Népesség
A település lakosságának változását az alábbi diagram mutatja:
| Lakosok száma | 1122 | 1126 | 1055 | 843  | 752  | 587  | 577  | 584  | 562  | 565  |
|               | 1869 | 1890 | 1921 | 1950 | 1980 | 2001 | 2017 | 2019 | 2022 | 2024 |